# Сказание о населённых местностях Киевской губернии
Сказание о населённых местностях Киевской губернии — статистические, исторические и церковные заметки о городах, городках и селах в пределах Киевской губернии выданные в 1864 году Лаврентием Похилевичем.

## Рукопись
Первый вариант книги был готов уже к концу 1860 года. 10 августа 1861 года Киевский цензурный комитет духовных книг дал разрешение на печать «Сказаний…». Частично сохранившимся является рукописный экземпляр «Сказаний…», который содержит в себе рецензию и пометки Цензурного комитета. На титульном листе содержится название и сведения о составителе, которые отличаются от известных печатных экземпляров:

«Киевская губерния и Епархия в своих частях, или Детальное описание городов, посёлков, сёл; их церквей и монастырей, как те, что существуют на просторах губернии, так и существующие в прошедшее время, с указанием бывших и нынешних владельцев имений, пространства их земель и других подробностей».

Составлен чиновником Киевской Духовной Консистории Лаврентием Похилевичем.

Часть 2-я

1861 года.

На обороте титула помещена известная цитата из летописи Самуила Величко:

…Проходя Украиной, видел много городов и замков безлюдных и пустых, валы как горы и холмы насыпаны и только зверям диким для убежища и проживания пригодные…

Далее содержится предисловие, подписанное инициалами «Л. П.», обозначеное Киевом и датированное 23 январём 1864 года. Структура сохранившейся части рукописи такова:
| Страницы | Название части рукописи                                                                                     |
| -------- | --- |
| 10—95    | Киевский уезд                                                                                               |
| 96—97    | Реестр наименований, которые находятся в этой тетради: наименование городов, сёл, посёлков, хуторов, урочищ |
| 97—98    | Список лиц, упоминаемых в этой тетради                                                                      |
| 99—163   | Радомысльский уезд                                                                                          |
| 163—164  | Содержание. Имена городов, сёл и посёлков                                                                   |
| 165—213  | Сквирский уезд                                                                                              |
| 214      | Алфавитный список сёл и посёлков Сквирского уезда                                                           |
| 214—256  | Бердичевский уезд                                                                                           |
| 257—286  | Липовецкий уезд                                                                                             |
| 287—288  | Алфавитный список сёл и посёлков Бердичевского и Липовецкого уездов                                         |
| 289—315  | Уманский уезд                                                                                               |
| 316—317  | Алфавитный список населённых местностей в Уманском и Звенигородском уездах                                  |
| 318—344  | Звенигородский уезд                                                                                         |
| 345—381  | Таращанский уезд                                                                                            |

Рукописи о поселениях Таращанского уезда недостает порядка четверти от напечатанного объёма. Текст заканчивается сведениями о селе Бурковцы. На следующих листах (382—390) помещён фрагмент текста без начала и конца, в котором рассматриваются взгляды различных авторов об украинском духовенстве VI—VII веков и его взаимоотношения с Константинополем и Москвой.
Рукопись содержит немало приписок и исправлений, некоторые страницы полностью или частично перечёркнуты. На некоторых страницах рукописи сохранились пометки карандашом «Набрано», которые свидетельствуют, что именно из него были набраны гранки и издана книга.
Учитывая, что в приложениях к опубликованному тексту содержатся сведения о фактах, которые произошли после 1861 года, можно предположить, что утверждёна Цензурным комитетом рукопись претерпела определённые изменения. В частности эти изменения произошли и в названии работы.

## Структура статей
Статьи о населенных пунктах Похилевич пытался излагать по единой структуре, а именно:
- географическое положение;
- предания о происхождении названия населенного пункта;
- древнейшие документальные сведения и данные об известных предметах старины и археологических находках;
- сведения о событиях 14 — середины 19 веков (чаще речь идет о событиях первых казацких восстаний, Хмельниччины и Руины, гайдамацких движений 18 века, в частности Колиивщины 1768 года, польских восстаний 19 века);
- данные о владельцах с древних времен до конца 1850-х годов включительно; статистика выкупа земель крестьянами после реформы 1861 года, общая статистика распределения земель по состоянию на середину 19 века;
- статистические сведения о населении 17—19 веков;
- сведения о православных храмах и других культовых сооружениях, о выдающихся архитектурных и фортификационных памятниках, садово-парковых ансамблях и тому подобное.

К использованию краеведческой литературы автор относился критически, поэтому многие предания, которые объясняли названия населенных пунктов с точки зрения народной этимологии, не вошли в книгу, поскольку, по мнению составителя, они имели очень наивный характер.

## Рецензии
Осенью 1864 года Лаврентий Похилевич подал ходатайство на имя Киевского военного губернатора, Подольского и Волынского генерал-губернатора Николая Анненкова в котором он ходатайствовал о заступничестве в печати книги. В своем обращении он указывал на то, что собранные им и помещены в книге сведения уменьшат работу многих организаций и сохранят значительные средства, которые ими тратятся на проведение подобных исследований.
31 октября генерал-губернатор обратился к попечителю Киевского учебного округа с просьбой предоставить своё мнение относительно возможной пользы тех выгод, на которых настаивает Похилевич, а в случае положительного отклика указать какое именно покровительство следовало бы сделать этому произведению.
Первым откликнулся на предложение попечителя профессор Киевского университета Николай Бунге. Он указал, что по географическим и статистическим данным достоверность материалов могла бы быть оценена только на основании материалов собранных другими лицами и которых Бунге в своем распоряжении не имел. Что же касается исторических и филологических сторон произведения, профессор ответил, что правильную оценку может дать Комиссия для разбора древних актов и специалисты по филологии. В общем книгу Похилевича он оценил как очень важное произведение, заслуживающее внимания.
13 сентября 1865 года состоялось заседание историко-филологического факультета Киевского университета на котором было заслушано и одобрено мнение заслуженного профессора Алексея Ставровского о произведении Похилевича. Профессор отметил, что:

Это сборник различных данных, которые находились в распоряжении автора. Цель сборника и обоснование этих сведений с одной стороны и, чтобы сохранить остатки свидетельств о составе местного быта, существовавший до сих пор, что с каждым годом более и более теряет свою историческую почву, переступается, сглаживается и забывается, а с другой стороны, чтобы, как сам автор объясняет, ходатайствуя о предоставлении покровительства его изданию, уменьшить работу многих научных организаций, которые тратят на такие исследования значительные деньги. Таким образом господин Похилевич предъявляет один сырой материал. Степень достоверности этого материала обусловливается теми источниками, из которых заимствовал он, и теми способами, которыми автор пользовался для сбора его.

Сам Похилевич в предисловии приводит следующие источники и способы сбора материалов к книге:
- информация крестьян о прошлом своих сёл, собранная автором во время путешествий по территории Киевской губернии;
- собственные разведки;
- статистические данные о количестве жителей в разные годы, а также показания о состоянии приходов и церквей полученные из архивных дел Киевской консистории;
- данные о владельцах и количество земли, которая числится за ними — из архивов казенной палаты и губернского комитета по обеспечению духовенства;
- данные о количестве земли, приобретенной в собственность крестьянами на основании царского манифеста от 19 февраля 1861 года — из журналов губернского присутствия по крестьянским делам, которые печатались в «Киевских губернских ведомостях»;
- заметки о некоторых дворянских родах и о переходе имений — с рассказов жителей, записанных священниками, от которых различные отечественные научные учреждения при посредничестве епархального начальства получали ответы на соответствующие запросы.

В случае отсутствия печатных известий по истории того или иного села автор указывал их прошлое на основании сохранившихся жителями преданий.
Ставровский указал, что данные, которые приводит Похилевич, заслуживают большого доверия, по крайней мере, они составлены точнее, чем те, которые предоставляются официальными лицами изданию «Материалов для географии и статистики России». Профессор отметил, что этим изданием Киевская губерния приобрела такую подробную для себя монографию, которых не имеет ни одна из других губерний. Претензии, которые выдвигал рецензент, касались больше формы чем содержания произведения. В итоге Ставровский рекомендовал предоставить Похилевичу должное покровительство и помощь со стороны правительства по печати «Сказаний».
Хотя ответ попечителя Киевского учебного округа по просьбе генерал-губернатора была отправлена только 23 октября 1865 года, книга уже была напечатана.

## Недостатки
В Похилевича не характерны чёткие ссылки на использованную литературу и источники, что было общим недостатком того времени. Те же ссылки, содержащиеся в тексте, имеют довольно свободную форму и часто носят вторичный, а то и третичный характер. Кроме того большие объемы проекта не позволили ему критически подойти ко всему материала. В «Сказаниях» случаются ошибки. Например графиня Александра Васильевна Браницкая названа женой, а не матерью графа Владислава Ксаверьевича Браницкого.
Гранки книги были плохо или вовсе не вычитанные. Об этом свидетельствуют опечатки. Некоторые из них в течение следующего столетия приобрели определенное историческое значение. Так битва на реке Роток между войсками Великого княжества Литовского и татарами перенесена с 1511 на 1311 год. Впоследствии эта ошибка появилась в некоторых диссертациях и краеведческих публикациях.

## Значение
Материалы «Сказаний» были использованы для «Географического словаря царства Польского».
Почти через сто лет советская историкография отнесла книгу Л. Похилевича к трудам, имеющих «некоторое справочное значение».
Многотомная «История городов и сёл Украинской ССР» не умаляет значения «Сказания», а лишь дополняет эту работу историей столетия, которая прошла после её печати.